# Tegguida-n-Tessoum
Tegguida-n-Tessoum (auch Teggida n’Tessoum, Teguidda n’Tessoumt, Tigué Dan Tessoum, Tiguidan Tessoum; auf Tuareg Tǝgǝedda n-Tǝseṃt) ist ein Dorf in der Landgemeinde Ingall in Niger. 

## Geographie

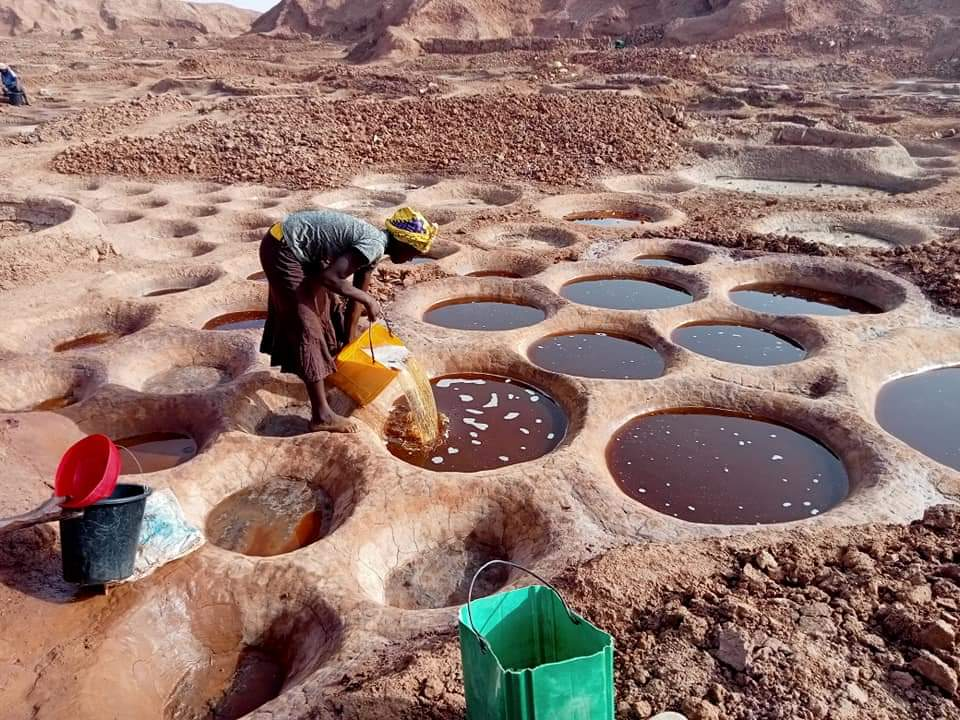
Salzherstellung in Tegguida-n-Tessoum (2022)

Das von einem traditionellen Ortsvorsteher (chef traditionnel) geleitete Dorf befindet rund 77 Kilometer nordwestlich von Ingall, dem Hauptort der gleichnamigen Landgemeinde und des gleichnamigen Departements Ingall in der Region Agadez. Der Stadt Arlit im Nordosten ist etwa 164 Kilometer entfernt.
Die kleine Oasensiedlung Tegguida-n-Tessoum liegt auf einer Höhe von 371 m in der Tonebene von Talak im Azawak-Gebiet. Sie besteht vorwiegend aus Flachdach-Lehmhäusern.

## Geschichte
Das französische Übersee-Forschungsinstitut Office de la Recherche Scientifique et Technique Outre-Mer (ORSTOM) betrieb in Tegguida-n-Tessoum eine geomagnetische Station, die zu einem Netzwerk von mehreren hundert ORSTOM-Stationen in Westafrika gehörte, an denen in den 1950er Jahren geomagnetische Messungen vorgenommen wurden.

## Bevölkerung
Das Dorf hatte 786 Einwohner in 153 Haushalten bei der Volkszählung 1988, 410 Einwohner in 76 Haushalten bei der Volkszählung 2001 und 489 Einwohner in 80 Haushalten bei der Volkszählung 2012.
Der Brunnen von Tegguida-n-Tessoum ist ein Anziehungspunkt für die Nomaden der Tuareg-Gruppen Kel Fadey und Kel Hoggar. Angehörige der ethnischen Gruppe der Kunta halten Kamele in den Ebenen um das Dorf.

## Kultur und Sehenswürdigkeiten
Am östlichen Siedlungsrand liegt eine mindestens seit Mitte der 1980er Jahre bestehende, aber nicht genau datierbare Hof-Moschee. Der Komplexes umfasst 273 Quadratmeter, hiervon entfallen 167 Quadratmeter auf den Innenhof und 70 Quadratmeter auf das Betraumgebäude. Der Innenhof beherbergt ein einschiffiges Nebengebäude mit Flachdach, in welchem die örtliche Madrasa untergebracht ist. In der Südost-Ecke des Moscheehofes steht ein Adhān-Podest. Das Betraumgebäude ist als Queranlage konzipiert und hat einen quaderförmigen, exzentrisch gestellten Mihrāb-Vorbau. Der Innenraum hat zwei Transversalschiffe. Ein großes Gräberfeld umgibt die Moschee allseitig. Die Lehmmoscheen-Forscherin Dorothee Gruner spricht in diesem Zusammenhang von einem Symbol für die Lebensfeindlichkeit dieser Landschaft, in der nur der mühsame Salzgewinn eine Dauersiedlung überhaupt möglich mache.

## Wirtschaft und Infrastruktur

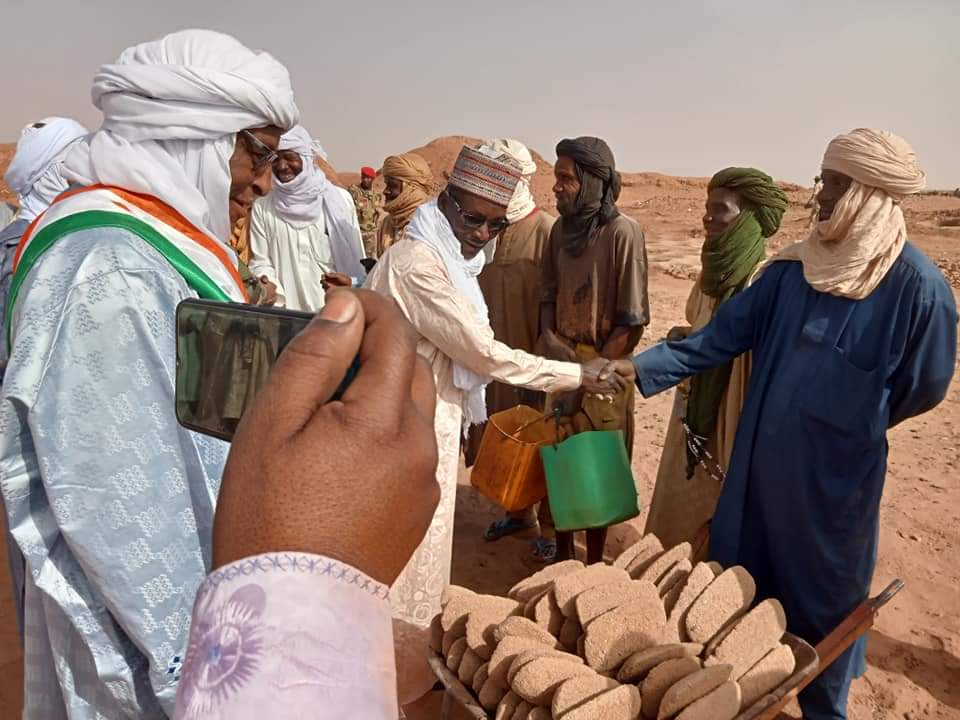
Salzbrote aus Tegguida-n-Tessoum (2022)

Die Wirtschaft in Tegguida-n-Tessoum basiert vorwiegend auf der Salzherstellung, die noch mühevoller ist als in den Salinen in den Oasen Fachi, Séguédine und Bilma. Ähnlich wie in den genannten Oasen wird Wasser verdunstet, hier allerdings in kreisrunden Löchern. Salzhaltiger Boden aus der Umgebung wird zunächst in größeren Becken mit salzhaltigen Quellwasser vermischt. Die so entstandene Salzsole wird dann in benachbarte Becken gegossen. Damit eine hohe Salzkonzentration entsteht, wird dieser Vorgang mehrfach wiederholt. In kleinen Becken lagert sich durch Verdunstung schließlich ein rötliches Salz ab, das neben etwas Glaubersalz vorwiegend Kochsalz enthält. Diese Masse wird zu Salzbroten geformt und in Ingall oder auf südlicheren Märkten als Viehsalz verkauft oder gegen Hirse, Zucker oder andere Waren getauscht.
Im Dorf gibt es einen lokalen Bürgerhörfunk (radio communautaire). Mit einem Centre de Santé Intégré (CSI) ist ein Gesundheitszentrum vorhanden. Das nigrische Unterrichtsministerium richtete 1996 gemeinsam mit dem Welternährungsprogramm der Vereinten Nationen zahlreiche Schulkantinen in von Ernährungsunsicherheit betroffenen Zonen ein, darunter eine für Nomadenkinder in Tegguida-n-Tessoum.
Von Tegguida-n-Tessoum führen die 110 Kilometer lange Route 103 nach Assawas, die 290 Kilometer lange Route 104 zur Staatsgrenze mit Algerien und die 80 Kilometer lange Route 112 zum Gemeindehauptort Ingall. Es handelt sich um einfache Pisten. Die Straßen sind in der Regenzeit kaum benutzbar.